# Partido do Trabalho da Albânia
O Partido do Trabalho da Albânia (em albanês:  Partia e Punës e Shqipërisë abreviado PPSh), também conhecido como Partido dos Trabalhadores Albaneses, foi o partido governante e único legal da Albânia durante o período comunista (1945-1991). Foi fundado em 8 de novembro de 1941 como Partido Comunista da Albânia (Partia Komuniste e Shqipërisë, PKSh), mas mudou de nome em 1948. O partido foi dissolvido em 13 de junho de 1991 e sucedido pelo Partido Socialista da Albânia e pelo novo Partido Comunista da Albânia. Durante a maior parte da sua existência, o partido foi dominado pelo seu Primeiro-Secretário, Enver Hoxha, que era também o líder de facto da Albânia. 

## Prelúdio
Na década de 1920, a Albânia era o único país dos Bálcãs sem um partido comunista. Os primeiros comunistas albaneses surgiram dos seguidores do clérigo e político albanês Fan S. Noli. Uma vez em Moscou, formaram o Comitê Revolucionário Nacional e filiaram-se ao Comintern. Em agosto de 1928, o primeiro Partido Comunista Albanês foi formado na União Soviética. A figura mais proeminente do partido foi Ali Kelmendi que deixou a Albânia em 1936, para lutar na Guerra Civil Espanhola. Mais tarde, ele foi considerado o líder de um pequeno grupo de comunistas albaneses na França. No entanto, nenhuma organização unificada existiu na Albânia até 1941. 

## História

### Segunda Guerra Mundial
Após o ataque alemão à União Soviética em junho de 1941, o líder iugoslavo Josip Broz Tito, sob as diretrizes do Comintern, enviou dois delegados iugoslavos Miladin Popović e Dušan Mugoša para a Albânia. Estes dois ajudaram a unir os grupos comunistas albaneses em 1941.  Após intenso trabalho, o Partido Comunista Albanês foi formado em 8 de novembro de 1941 por delegados de Shkodër, com Enver Hoxha do ramo de Korçë como seu líder. 
O PKSh foi o elemento dominante do Movimento de Libertação Nacional (LANÇ), formado em 1942. O LANÇ expulsou os ocupantes alemães (que substituíram os italianos em 1943) em 29 de novembro de 1944. Daquele dia em diante, a Albânia foi um regime comunista de pleno direito. Em todos os outros países do Leste Europeu, os comunistas fizeram, pelo menos nominalmente, parte de um governo de coligação durante alguns anos antes de tomarem o poder à frente de regimes comunistas declarados. O rei Zog foi proibido de retornar à Albânia, embora a monarquia não tenha sido formalmente abolida até janeiro de 1946. 
Nas eleições para a Assembleia Constituinte realizadas em 2 de dezembro de 1945, os eleitores foram apresentados a uma lista única da Frente Democrática, organizada e liderada pelo PKSh. A Frente recebeu 93,7% dos votos. 

### Era Hoxha (1945-1985)
Numa reunião com Josef Stalin em julho de 1947, Stalin sugeriu que o partido fosse renomeado para "Partido do Trabalho da Albânia" porque os camponeses eram a maioria no país. Hoxha aceitou esta sugestão. 
Sob Hoxha, o partido tornou-se o partido mais rigidamente antirrevisionista do Bloco Soviético. Em 1961, Hoxha rompeu com Moscou devido aos supostos desvios de Nikita Khrushchev dos princípios fundamentais do Marxismo-Leninismo, embora as relações entre Tirana e Moscou tivessem começado a esfriar já em 1955.  Hoxha optou, em vez disso, por alinhar-se com a República Popular da China sob Mao Tsé-Tung. Em 1968, a Albânia retirou-se formalmente do Pacto de Varsóvia. O partido chegou ao ponto de arquitetar uma versão albanesa da Revolução Cultural da China. 
Após a morte de Mao, o PKSh sentiu um desgosto crescente à medida que os sucessores de Mao se afastavam do seu legado. Em 1978, Hoxha declarou que a Albânia abriria o seu próprio caminho para uma sociedade socialista.
Hoxha liderou o partido e o Estado mais ou menos sem resistência até à sua morte em 1985. 

### Pós-Hoxha (1985–1991)
O sucessor de Hoxha, Ramiz Alia, foi forçado a iniciar reformas graduais para travar a crise económica do país. Contudo, no final de 1989, vários elementos da sociedade começaram a manifestar-se contra as restrições ainda em vigor. A execução do ditador romeno Nicolae Ceauşescu levou Alia a temer que ele fosse o próximo.  Em resposta, permitiu que os albaneses viajassem para o estrangeiro, pôs fim à política de ateísmo estatal de longa data do regime e afrouxou ligeiramente o controlo governamental sobre a economia. No entanto, essas medidas serviram apenas para ganhar mais tempo para Alia. Finalmente, curvando-se ao inevitável, em 11 de Dezembro de 1990, Alia anunciou que o PPSh tinha abandonado o poder e legalizado os partidos da oposição. O PPSh venceu as eleições para a Assembleia Constituinte de 1991. No entanto, nessa altura já não era um partido marxista-leninista e era impotente para impedir a adopção de uma nova constituição provisória que o despojasse formalmente do seu monopólio de poder. 
Em 1991, o PPSh dissolveu-se e fundou-se novamente como Partido Socialista Social-Democrata da Albânia, que é hoje um dos dois principais partidos políticos da Albânia. Um grupo denominado "Voluntários de Enver", liderado por Hysni Milloshi, reivindicou a identidade do PPSh como Partido Comunista da Albânia. 

## Estrutura
A ideologia do PPSh era uma variante antirrevisionista do Marxismo-Leninismo conhecida como Hoxhaísmo. A organização do partido foi construída seguindo princípios centralistas democráticos, com Hoxha como seu primeiro secretário. O Artigo 3 da Constituição da Albânia de 1976 identificou o Partido como a “força política líder do Estado e da sociedade”. Para ajudar a realizar as suas atividades ideológicas, tinha uma organização de massas associada conhecida como Frente Democrática. Sua publicação diária era Zëri i Popullit (Voz do Povo) e sua revista teórica mensal era Rruga e Partisë (Estrada do Partido). 
O órgão máximo do Partido, de acordo com os estatutos do Partido, era o Congresso do Partido, que se reunia durante alguns dias a cada cinco anos. Os delegados ao Congresso foram eleitos em conferências realizadas nos níveis regional, distrital e municipal. O Congresso examinou e aprovou os relatórios apresentados pelo Comitê Central, discutiu as políticas gerais do Partido e elegeu o Comité Central. Este último era o nível seguinte na hierarquia do Partido e geralmente incluía todos os funcionários chave do governo, bem como membros proeminentes do Sigurimi.  O Comitê Central dirigia as atividades do Partido entre os Congressos do Partido e reunia-se aproximadamente três vezes por ano.
Tal como na União Soviética, o Comitê Central elegeu um Politburo e um Secretariado. O Politburo, que normalmente incluía os principais ministros do governo e secretários do Comité Central, era o principal órgão administrativo e de elaboração de políticas e reunia-se semanalmente. Geralmente, o Comitê Central aprovava relatórios e decisões políticas do Politburo. O Secretariado era responsável por orientar os assuntos quotidianos do Partido, em particular pela organização da execução das decisões do Politburo e pela seleção dos quadros do Partido e do governo. 

## Primeiro-Secretário do Partido do Trabalho da Albânia
| Retrato | Assinatura | Nome                    | Mandato               | Mandato             |
| Retrato | Assinatura | Nome                    | Posse                 | Fim                 |
| ------- | ---------- | ----------------------- | --------------------- | ------------------- |
|         |            | Enver Hoxha (1908–1985) | 8 de novembro de 1941 | 11 de abril de 1985 |
|         |            | Ramiz Alia (1925–2011)  | 13 de abril de 1985   | 13 de junho de 1991 |

## Seguidores externos
A posição firmemente ortodoxa do PPSh atraiu muitos grupos políticos em todo o mundo, especialmente entre os maoistas que não estavam satisfeitos com a atitude do Partido Comunista Chinês no final da década de 1970. Um grande número de partidos declarou-se na "linha PPSh", especialmente durante o período 1978-1980. No entanto, muitos deles abandonaram esta certa filiação após a queda do governo socialista na Albânia. Hoje, muitos dos partidos políticos que defendem a linha política do PPSh estão agrupados em torno da Conferência Internacional de Partidos e Organizações Marxistas-Leninistas. 
Os seguintes partidos foram seguidores do PPSh durante a Guerra Fria:
- Partido Comunista da Dinamarca/Marxista-Leninistas [18]
- Partido Comunista dos Trabalhadores da França [18]
- Partido Comunista da Alemanha/Marxistas-Leninistas [18]
- Partido Comunista da Grã-Bretanha (Marxista-Leninista) [18]
- Partido Comunista Revolucionário da Grã-Bretanha (Marxista-Leninista) [18]
- Movimento Comunista ML (Islândia) [18]
- Partido Comunista da Irlanda (Marxista-Leninista) [18]
- Partido Comunista da Itália (Marxista-Leninista) [18]
- Partido Comunista Português (Reconstruído) [18]
- Partido Comunista da Espanha (Marxista-Leninista) (histórico) [18]
- Partido Comunista Marxistas-Leninistas (Revolucionários) (Suécia) [18]
- Partido Comunista do Benin [19]
- Partido Comunista Revolucionário Voltaico [18]
- União para a Democracia Popular (Senegal) [18]
- Partido Comunista do Canadá (Marxista-Leninista) [18]
- Movimento de Ação Popular Marxista-Leninista (Nicarágua) [18]
- Partido Comunista de Trinidad e Tobago [18]
- Partido Comunista do Brasil [18]
- Partido Comunista Peruano – Bandeira Vermelha [18]
- Vanguarda Revolucionária (Proletária Comunista) (Peru) [18]
- Partido Comunista do Suriname [18]
- Partido Comunista da Nova Zelândia [18]
- Partido Comunista Revolucionário da Turquia

## Associações de Amizade
Várias associações de amizade também foram formadas por simpatizantes comunistas internacionais que apoiavam o Partido:
- Associação de Amizade China-Albânia
- Sociedade de Amizade Soviético-Albanesa
- Associação de Amizade EUA-Albânia
- Associação de Amizade Noruega-Albânia
- Associação de Amizade Espanha-Albânia
- Associação Sueco-Albanesa

## Histórico eleitoral

### Eleições parlamentares
| Eleição | Party leaderLíder | Votos                                       | %                                           | Assentos  | +/–     | Posição | Governo                  |
| ------- | ----------------- | ------------------------------------------- | ------------------------------------------- | --------- | ------- | ------- | ------------------------ |
| 1945    | Enver Hoxha       | como parte da Frente Democrática da Albânia | como parte da Frente Democrática da Albânia | 82 / 82   | 82      | 1°      | Único partido legalizado |
| 1950    | Enver Hoxha       | como parte da Frente Democrática da Albânia | como parte da Frente Democrática da Albânia | 121 / 121 | 39      | 1°      | Único partido legalizado |
| 1954    | Enver Hoxha       | como parte da Frente Democrática da Albânia | como parte da Frente Democrática da Albânia | 134 / 134 | 13      | 1°      | Único partido legalizado |
| 1958    | Enver Hoxha       | como parte da Frente Democrática da Albânia | como parte da Frente Democrática da Albânia | 188 / 188 | 54      | 1°      | Único partido legalizado |
| 1962    | Enver Hoxha       | como parte da Frente Democrática da Albânia | como parte da Frente Democrática da Albânia | 214 / 214 | 26      | 1°      | Único partido legalizado |
| 1966    | Enver Hoxha       | como parte da Frente Democrática da Albânia | como parte da Frente Democrática da Albânia | 240 / 240 | 26      | 1°      | Único partido legalizado |
| 1970    | Enver Hoxha       | como parte da Frente Democrática da Albânia | como parte da Frente Democrática da Albânia | 264 / 264 | 24      | 1°      | Único partido legalizado |
| 1974    | Enver Hoxha       | como parte da Frente Democrática da Albânia | como parte da Frente Democrática da Albânia | 250 / 250 | 14      | 1°      | Único partido legalizado |
| 1978    | Enver Hoxha       | como parte da Frente Democrática da Albânia | como parte da Frente Democrática da Albânia | 250 / 250 | Estável | 1°      | Único partido legalizado |
| 1982    | Enver Hoxha       | como parte da Frente Democrática da Albânia | como parte da Frente Democrática da Albânia | 250 / 250 | Estável | 1°      | Único partido legalizado |
| 1987    | Ramiz Alia        | como parte da Frente Democrática da Albânia | como parte da Frente Democrática da Albânia | 250 / 250 | Estável | 1°      | Único partido legalizado |
| 1991    | Ramiz Alia        | 1,046,120                                   | 56.17 (#1)                                  | 169 / 250 | 81      | 1°      | Maioria                  |